# العلاقات التشادية القطرية
العلاقات التشادية القطرية هي العلاقات الثنائية التي تجمع بين تشاد وقطر.

## مقارنة بين البلدين
هذه مقارنة عامة ومرجعية للدولتين:
| وجه المقارنة                                              | تشاد                      | قطر           |
| --------------------------------------------------------- | ------------------------- | ------------- |
| المساحة (كم2)                                             | 1.28 مليون                | 11.44 ألف     |
| عدد السكان (نسمة)                                         | 15.23 مليون               | 2.64 مليون    |
| الكثافة السكانية (ن./كم²)                                 | 11.9                      | 230.77        |
| العاصمة                                                   | انجمينا                   | الدوحة        |
| اللغة الرسمية                                             | لغة فرنسية، اللغة العربية | اللغة العربية |
| العملة                                                    | فرنك وسط أفريقي           | ريال قطري     |
| الناتج المحلي الإجمالي (بليون دولار)                      | 9.98 مليار                | 167.61 مليار  |
| الناتج المحلي الإجمالي (تعادل القوة الشرائية) بليون دولار | 30.54 مليار               | 316.40 مليار  |
| الناتج المحلي الإجمالي الاسمي للفرد دولار أمريكي          | 775                       | 73.65 ألف     |
| الناتج المحلي الإجمالي للفرد دولار أمريكي                 | 2.18 ألف                  | 141.54 ألف    |
| مؤشر التنمية البشرية                                      | 0.392                     | 0.850         |
| رمز المكالمات الدولي                                      | +235                      | +974          |
| رمز الإنترنت                                              | .td                       | .qa           |
| المنطقة الزمنية                                           | ت ع م+01:00               | ت ع م+03:00   |

## منظمات دولية مشتركة
يشترك البلدان في عضوية مجموعة من المنظمات الدولية، منها:
| علم المنظمة | اسم المنظمة                               | تاريخ انضمام تشاد | تاريخ انضمام قطر |
| ----------- | ----------------------------------------- | ----------------- | ---------------- |
|             | يونسكو                                    | 19 ديسمبر 1960    | 27 يناير 1972    |
|             | وكالة ضمان الاستثمار متعدد الأطراف        | 11 يونيو 2002     | 22 أكتوبر 1996   |
|             | الأمم المتحدة                             | 20 سبتمبر 1960    | 21 سبتمبر 1971   |
|             | الاتحاد البريدي العالمي                   | ?                 | ?                |
|             | البنك الدولي للإنشاء والتعمير             | 10 يوليو 1963     | 25 سبتمبر 1972   |
|             | منظمة التعاون الإسلامي                    | ?                 | ?                |
|             | منظمة حظر الأسلحة الكيميائية              | ?                 | ?                |
|             | الاتحاد الدولي للاتصالات                  | 25 نوفمبر 1960    | 27 مارس 1973     |
|             | مؤسسة التمويل الدولية                     | 2 أبريل 1998      | 11 أكتوبر 2008   |
|             | المركز الدولي لتسوية المنازعات الاستشارية | 14 أكتوبر 1966    | 20 يناير 2011    |
|             | منظمة التجارة العالمية                    | ?                 | ?                |
|             | منظمة الشرطة الجنائية الدولية             | ?                 | ?                |

## وصلات خارجية
- موقع وزارة الخارجية القطرية